# Buenaventura Abárzuza Ferrer

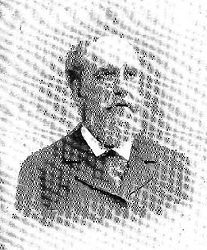
Buenaventura Abárzuza Ferrer

Buenaventura Abárzuza Ferrer (* um 1841 in Havanna, Kuba; † 13. April 1910 in Madrid) war ein spanischer Diplomat, liberaler Politiker und Journalist.

## Leben
Buenaventura Abárzuza Ferrer war der älteste Sohn der aus Havanna stammenden Teresa Ferrer und des wohlhabenden indianischen Gutsbesitzers und Händlers José Abárzuza Imbrech, der sich mit seiner Familie in Cádiz niederließ, als Buenaventura Abárzuza noch im Kindesalter stand. Hier gehörte der Vater zur lokalen Elite und war unter anderem Provinzabgeordneter, Stadtrat sowie Anteilseigner der Eisenbahn, der Bank von Cádiz und der spanischen Schifffahrtsgesellschaft. Als Jugendlicher war Buenaventura Abárzuza mit seinem Vater und seinen Brüdern für die Handelsgesellschaft Abárzuza Hermanos tätig. In Cádiz erhielt er seine erste Ausbildung, begab sich dann zu einem Studienaufenthalt nach England und empfing dort Anregungen für liberale politische Ideen. Nach seiner Rückkehr nach Cádiz schloss er sich um 1856 demokratisch gesinnten politischen Kreisen an. Er gehörte dem ersten Komitee der demokratischen Partei von Cádiz an und wurde 1865 als dessen Vizepräsident wiedergewählt. Während er für die Teilnahme seiner Partei an den in diesem Jahr abgehaltenen Wahlen stimmte, lehnte die große Mehrheit der Parteimitglieder dies ab. Sein von ihm ebenfalls 1865 verfasstes und an mehreren Theatern aufgeführtes Versdrama Una historia de amor stieß bei den Kritikern auf wenig Anklang. Größere Anerkennung fand er als Journalist, in welcher Eigenschaft er in Cádiz für die progressive Zeitschrift El Peninsular (1861) und das Satirejournal Sancho Panza (1863) schrieb. Auch für die von ihm mitfinanzierte Madrider Zeitung La Democracia von Emilio Castelar verfasste er von 1864-66 politische Kommentare.
In seinem Pamphlet Democracia y Socialismo (1865) vertrat Abárzuza die Doktrin eines an der christlichen Morallehre orientierten und auf individueller Freiheit basierenden Sozialsystems. Der Sozialismus widerspreche der Demokratie, da er dem Staat eine zu große Vormachtstellung einräume, welche die Freiheit der Bürger einschränke. Daher verfocht er als Mitglied der demokratischen Partei die größtmögliche Reduzierung der staatlichen Zuständigkeiten, damit die Gesellschaft die maximale Freiheit erlangen könne.
Als die Cortes im Juni 1866 den Antrag der spanischen Regierung auf Suspendierung der konstitutionellen Freiheiten bewilligten, unterstützte Abárzuza revolutionäre Bestrebungen und beteiligte sich an von ihm mitfinanzierten Verschwörungen exilierter republikanischer Abgeordneter. 1867 verbreitete er mit einigen Gesinnungsgenossen seine liberalen Ideen, soweit es die Zensur zuließ, durch die Publizierung entsprechender Artikel in der Revista Gaditana. Beim Ausbruch des vor allem durch General Juan Prim im September 1868 herbeigeführten Putsches nahm Abárzuza am Volksaufstand in Alcoy teil und trat nach dem Sturz der Königin Isabella II. dem neugegründeten Partido Republicano Democrático Federal bei. In einer im Dezember 1868 in Madrid gehaltenen Rede befürwortete er die republikanische Staatsform mit Trennung von Staat und Kirche, Kürzung des Staatsbudgets und Dezentralisierung der Verwaltung, hatte aber weiterhin Differenzen mit „sozialistischen“ Republikanern.
Bei den Nachwahlen vom April 1869 wurde Abárzuza in die konstituierenden Cortes gewählt und sprach sich hier gegen den Gesetzesentwurf aus, der General Serrano die Regentschaft Spaniens übertrug. Damals war er auch als Journalist für Madrider republikanische Zeitungen tätig. Während der Regierung des Königs Amadeus I. war er von 1871-73 Abgeordneter für Reus in den Cortes. Im Februar 1873 nahm er an der Nationalversammlung teil, welche die Erste Spanische Republik ausrief, und wurde dann Abgeordneter für Villajoyosa und Tremp in der konstituierenden Versammlung. Im September 1873 wurde er von seinem Freund, dem Präsidenten der Exekutive Emilio Castelar, zum spanischen Botschafter in Paris ernannt und hatte diese Funktion bis zum Putsch des Generalkapitäns von Madrid, Manuel Pavía, im Januar 1874 inne.
Nach der Restauration der Bourbonen durch die Wahl von Alfons XII. zum  König (Dezember 1874) hielt Abárzuza weiter enge Verbindung mit Castelar. Er wurde 1876 einer der Führer des Partido Posibilista und bei den Nachwahlen im März 1883 sowie bei den Parlamentswahlen von 1886 zum Senator für die Provinz Huesca gewählt. Als Castelar im Mai 1893 den Partido Posibilista auflöste, schloss sich Abárzuza den Monarchisten an. Während der Legislaturperioden von 1893–1894, 1896–1900 und 1901–1902 hatte er für den Partido Liberal das Amt des Senators für Huesca inne. Vom 4. November 1894 bis zum 23. März 1895 bekleidete er im Kabinett des Ministerpräsidenten Práxedes Mateo Sagasta das Amt des Ministers für die spanischen Überseekolonien. Am 15. März 1895 sorgte er für die Verabschiedung eines nach ihm benannten Gesetzes, das eine neue politisch-administrative Ordnung auf Kuba schuf, jedoch nur eine geringfügige Dezentralisierung der Verwaltung der Insel bewirkte. Es genügte aber den kubanischen Separatisten, die damals den Unabhängigkeitskrieg begannen, bei weitem nicht. Nach der Niederlage Spaniens gegen die USA im Spanisch-Amerikanischen Krieg gehörte Abárzuza der spanischen Delegation, die am 10. Dezember 1898 den Vertrag von Paris unterzeichnete, in dem Spanien auf seine Überseekolonien verzichtete. Vom 6. Dezember 1902 bis zum 20. Juli 1903 war er Staatsminister unter dem Ministerpräsidenten Francisco Silvela Le Vielleuze. Im Mai 1903 wurde er durch ein königliches Dekret zum Senator auf Lebenszeit ernannt. Er starb am 13. April 1910 in Madrid.